# حمد البك
حمد البك أو حمد المحمود هو حمد بن محمد بن محمود بن نصّار من آل علي الصغير، هو حفيد أخ ناصيف النصار سياسي من جبل عامل، أديب وشاعر. كان يكنّى بأبي فدعم

## أحواله وسيرته
كان من أهل العلم والشعر والأدب، قرأ على الشيخ حسن القبيسي في مدرسة الكوثرية.
كان حاكما لجزء من بلاد جبل عامل في القرن الثالث عشر هجري، وهو أول من لقب بلقب «بك» من آل علي الصغير وكانوا قبل ذلك يحملون لقب «الشيخ»، وهو أول من لبس الطربوش واللباس الفرنجي في جبل عامل، وكان دأب المشايخ والساسة قبله لبس العمائم والأقبية والجباب (جمع جبّة). ويقال إنه غيّر زيّه تشبّها بالسلطان محمود العثماني وهو أول من لبس الطربوش من السلاطين العثمانية وخلع العمّة من على رأسه.
سكن قلعة تبنين وجدد بناءها سنة 1258 هجرية، وكان قد بناها قبله الشيخ ناصيف النّصار وقد أرّخ بعض الشعراء تاريخ إعادة ترميم هذه القلعة بهذه الأبيات:

## ثورته ضد المصريين
بعد استيلاء محمد علي باشا على مصر وانفراده بحكمها، بدأ توسعه باتجاه بلاد الشام ومنها جبل عامل. وقد تعاون أمراء آل شهاب مع محمد علي باشا ضد العثمانيين.
وفي عهد إبراهيم باشا صفى الأمر للمصريين في بلاد الشام فأوكلوا إدارة بلاد جبل عامل لأمراء آل شهاب (الأمير بشير الشهابي) رغم ما كان بين حكّام جبل عامل وهؤلاء الأمراء من خلافات قديمة وحروب عديدة، وكانت هذه الخطوة أولى الشرارات التي مهّدت للثورة.
وقد كان دأب العامليين وحكّامهم مناوأة السلاطين الأتراك وعدم الاعتراف بسلطتهم واشتباكهم بحروب دامية مع ولاة عكا وصيدا ودمشق. ومع مجيء محمد علي باشا صوّر له البعض هذه البلاد (جبل عامل) على أنها بلاد ثائرة وشعب متمرد يجب أن يحكم بالشدة والبطش.
ورغم حسن الإدارة والرخاء التي تميّزت بها بقية البلاد في فترة حكم المصريين لها، إلّا أن جبل عامل كان استثاء، فقد نُكّل بالزعماء والأعيان وزُجّ بالرجال في أعماق السجون، وفُرضت الضرائب وتم مضاعفتها على السكان، وأُجبر الرجال على العمل بالسخرة، وتم تجنيد الشباب لإمداد الجيش المصري الذي كان يستعد للتوغل في الأناضول.
لهذه الأسباب المتقدمة، وبعد الضغط الشديد الذي مورس على العامليين، قامت عدّة ثورات منها ثورة حسين بك الشبيب وأخيه محمد علي بك سنة 1836 ميلادي وقد دامت ثلاث سنين وتم القضاء عليها، أما ثورة حمد بك فكانت ظروفها مناسبة ونطاقها أوسع وتدبيرها محكم فتمكنت من الانتصار على المصريين.
تحيّن حمد البك المحمود الفرصة المناسبة، فلاحظ أنّ الوهن بدأ يدبّ في الحكومة المصرية آنذاك، كما وصل إلى مسامعه اتفاق الدول في مؤتمر لندرا في تموز سنة 1840 على انتزاع سوريا وإعادتها للحكم العثماني، وكان الجيش التركي قد وصل إلى مشارف حلب، وأساطيل انكلترا كانت تجوب البحر المتوسط قبالة سوريا، رأى حمد البك أن الفرصة مؤاتية للثورة فاصطدم بالأمير مجيد الشهابي (المتحالف مع المصريين) عند جسر القعقعية فهزمه ثم سار بجنده فانضم للجيوش العثمانية وكانت قد وصلت إلى حمص.
وأظهر في هذه المعركة الكثير من البسالة والتدبير مما لفت إليه نظر عزت باشا قائد الجيش التركي العام فاستدعاه وأثنى عليه وعيّنه حاكما عاما على جبل عامل بلقب شيخ مشايخ بلاد بشارة وعهد إليه بمطاردة الجيش المصري في الجنوب.
عاد حمد البك إلى جبل عامل وانقضّ على الجيش المصري فاشتبك معه في عدة معارك في رميش ووادي الحبيش وشفا عمرو وكان النصر حليفه واستولى على صفد وعيّن الشيخ حمد الغزي وكان من أخصائه حاكما لها وطبريا والناصرة وأجلى عمال المصريين منها.
ولما انقضى أمر المصريين وعادت البلاد إلى حكم الأتراك، أغدقت الدولة على حمد البك العطايا والهدايا ومنها سيفا مرصّعة قبضته بالجواهر وفوضت إليه حكومة جبل عامل كما كان أيام أسلافه من قبل وقد نال ثقة رجال الدولة وثناءهم.

## أمره في الحكم
بعدما فوّضت إليه الدولة العثمانية حكم جبل عامل حكما مطلقا، كان شأنه في الحكم شأن كل حاكم مطلق يسعى في امتلاك أكثر ما يستطيع من المكاسب، فتفرّد بالسلطة ومال إلى العبث واللهو والاستهتار فوقعت بعض الظلامات على الرعية.
ولمّا زادت تلك التجاوزات من قبل حمد البك ورجاله، صادف حضور والي الشام إلى بيروت، فتوجه الحاج قاسم الزين العاملي وقد كان من وجهاء جبل عامل مع جملة من وجوه البلاد وشيوخها شاكين للوالي تصرفات حمد البك ورجاله وحملوا معهم شيئا من الزرع المتلف جرّاء أعمال الصيد والقنص التي كان يهواها البك، فصدر أمر الوالي بعزل حمد من منصبه، وقد عرضوا هذا المنصب على سائر العشائر من الصعبية والمناكرة فما قبلها أحد احتراما لحمد.
فأما موقف الحاج قاسم الزين فيرجعه البعض إلى نزاع شبّ بين آل الزين والشيخ علي زيدان على أراض وأملاك، فرفعوا أمرهم جميعا إلى حمد البك الذي وقف إلى جانب زيدان ومنع بيت الزين عنه. فاستغل الحاج قاسم حالة التعسّف والظلم والاستهتار التي سادت البلاد وبدأ بتحريض الناس ضد حمد البك إلى أن استطاع ان يزعزع حكمه.
أمّا موقف والي الشام فيرجعه البعض إلى أن الوالي كان على شيء من الخير والإنصاف، أو أن الدولة العثمانية قد أرادت كبح جماح حمد البك بعد أن رأت إدلاله عليها، وإسرافه في التفرّد بالسلطة، وأن الأمرين اجتمعا معا، فأصدر الوالي أمرا بعزل حمد من حاكمية جبل عامل.
وكما تقدّم فلم يقبل هذا المنصب سوى رجل يسمى الشيخ حسين مروة من النبطية، وبعد توليه زمام الأمور ظهر منه ومن خيّالته ظلم زائد. ولم يبق في هذا المنصب لأكثر من ستة أشهر على الظاهر وتوفي بعدها.
فتحّرك حمد البك من جديد فذهب وقابل الوالي واسترضاه، ورجع ومعه فرمانا بتعيينه حاكما من جديد على جبل عامل، ولما وصل حمد إلى حارة صيدا استقبل استقبالا حافلا من العشائر والوجوه.

## الشعر والشعراء في عهده
بعدما ما حققه حمد البك من انتصارات على جيش إبراهيم باشا، برز الشعراء ملتفين حوله، مندفعين في تهنئته والإشادة بانتصاراته والتغني بأمجاده. وكان حمد البك إلى جانب مكانته السياسية شاعرا.
ومن أبرز هؤلاء الشعراء نذكر: السيد موسى عباس، الشيخ صليبي الواكد (أبو واكد)، الشيخ علي مروة، الشيخ حبيب الكاظمي، الشيخ علي ناصر زيدان والشيخ إبراهيم صادق حفيد الشيخ إبراهيم بن يحيى الطيبي.
ومن هؤلاء الشعراء أيضا سلمان الصولي الذي نظم قصيدة قال في أولها:
ومنهم الشيخ علي سبيتي الذي يقول في قصيدة: 
ويصف السيد حسن الأمين الحياة الشعرية في قلعة تبنين (مقره آنذاك) فيقول: «ويخيّل إليك وأنت تراجع شعر تلك الفترة أن حياة مصغرة لسيف الدولة الحمداني قد انبعثت في الجبل... وكما كان سيف الدولة شاعرا ذواقة فكذلك كان حمد، وكما كان الأول فارسا مقداما فكذلك كان الثاني... وإذا كان ما بقي من أوراق تلك الفترة لم يسجل لنا مقادير العطايا، كما سجلها عصر سيف الدولة، فلا شك أن عطايا حمد كانت غير قليلة، لا سيما وقد أصبح الحاكم المطلق في البلاد، منصوبا من الدولة التي قدرت له موقفه فأطلقت يده في الجبل، وككل حاكم مطلق ينطلق في اجتناء أكثر ما يستطيع من المكاسب، انطلق حمد، فكان المال موفورا، واليد مبسوطة. فازدهر الشعر ازدهارا يعز مثيله وشهد جبل عامل عصرا ذهبيا للشعر.» انتهى كلام السيد حسن الأمين.
وإذا كان قد وصلنا الكثير من الوقائع عن حمد البك، فإنّه لم يصلنا الكثير من شعره، فلم يكن مهتما على ما يبدو بتدوين شعره، شانه في ذلك شان سيف الدولة الذي لم يصلنا إلا القليل من شعره.
ومن شعره ما أوردته مجلة العرفان في الجزء الأول من المجلد الثامن: 

## وفاته
اختلف المؤرخون في عام وفاته على أقوال:
فقد أرّخ السيد محسن الأمين وفاته في شوال سنة 1269 هجرية كما في كتابه أعيان الشيعة نقلا عن بعض مسودات الشيخ علي السبيتي العاملي، وكما عن سوق المعادن للشيخ محمد علي عز الدين.
أما الشيخ علي زيدان فقد أرخ وفاته سنة 1265 هجرية بقوله:
(سنة 1265)
وهو يختلف عن تاريخ السبيتي بأربع سنوات.
هذا وقد أرّخ وفاته الشيخ إبراهيم صادق في العام 1268 هجرية.
وقد أوصى حمد البك أن يدفن في المشهد المنسوب إلى يوشع بن نون فوق سهل (الحولة) فدفنه هناك ابن أخيه علي بك الأسعد وبنى على قبره قبة عظيمة. وقد ورثه في السياسة ابن أخيه علي بك الأسعد أما هو فمات عقيما.